# John M. Hamilton
John M. Hamilton, född 16 mars 1855 i Weston, Virginia (i nuvarande West Virginia), död 27 december 1916 i Grantsville, West Virginia, var en amerikansk politiker (demokrat). Han var ledamot av USA:s representanthus 1911–1913.
Hamilton efterträdde 1911 Harry C. Woodyard som kongressledamot och efterträddes 1913 av Hunter H. Moss.